# Bateria Tombrell
Bateria Tombrell (malt. Batterija tat-Tumbrell, ang. Tombrell Battery) – bateria artyleryjska w Delimara, Marsaxlokk na Malcie. Zbudowana przez Zakon Joannitów około roku 1722 jako jedna z serii nadbrzeżnych fortyfikacji dokoła Wysp Maltańskich. Zburzona pod koniec XIX wieku, do dziś przetrwała jedynie sucha fosa wykuta w skale.

## Historia
Bateria Tombrell zbudowana została na niewielkim czubku lądu, znanym jako Tombrell Point, będącym częścią półwyspu Delimara. Przypuszcza się, że stało się to około roku 1722, lecz właściwa data jej budowy nie jest znana. Składała się z półkolistej platformy strzelniczej, z działami zamontowanymi en barbette. Formacja obronna od strony lądu składała się z niespotykanej kombinacji redanu i blokhauzu, całość otoczono suchą fosą wykutą w skale. Każdą ze stron baterii osłaniał nieregularny w kształcie wał umocnienia (entrenchment).
Bateria zburzona została przez armię brytyjską pod koniec XIX wieku, aby oczyścić pole ognia Baterii Wolseley.

## Współcześnie
Z pozostałości baterii współcześnie znaleźć można jedynie wykuty w skalnym podłożu rów otaczający fortyfikację. Miejsce to pokryte jest niewielkim kopcem gruzu, pod którym prawdopodobnie znajdują się fundamenty budowli. Potrzebne są prace archeologiczne, aby należycie zbadać to miejsce.